# Campodorus latiscapus
Campodorus latiscapus là một loài tò vò trong họ Ichneumonidae.